# Escudo de Albelda

Escudo oficial de Albelda

El escudo oficial de Albelda tiene el siguiente blasonamiento:
Escudo partido: al primero, de oro, cuatro palos de gules; al segundo, de plata, una rama de olivo de sinople. Como apoyo, dos leones rampantes. Por timbre, una corona real cerrada.

## Historia
Fue aprobado mediante el Decreto 109/1984, de 17 de diciembre, de la Diputación General de Aragón, por el cual se autoriza el Ayuntamiento de Albelda a rehabilitar el escudo heráldico y la bandera municipales.
Se trata del escudo tradicional de la localidad, con la señal real de Aragón y una rama de olivo.